# Protea effusa
Protea effusa là một loài thực vật có hoa trong họ Quắn hoa. Loài này được E. Mey. Ex Meisn. miêu tả khoa học đầu tiên.
Đây là là loài đặc hữu của Nam Phi, đặc biệt là Koue Bokkeveld đến khu vực Kloof và Naudesberg của Du Toit ở Western Cape, và nằm trong sách đỏ.  Trong tiếng Nam Phi có tên là Blosrooisuikerbos.